# Изофота

Освещённый эллипсоид с изофотами (изображены красным цветом)

Изофота (англ. Isophote) — кривая на освещённой поверхности, соединяющая точки с одинаковой яркостью. Предположим, что освещённость создаётся пучком параллельных лучей света, а яркость {\displaystyle b} выражается скалярным произведением:
{\displaystyle b(P)={\vec {n}}(P)\cdot {\vec {v}}=\cos \varphi \ .}
{\displaystyle {\vec {n}}(P)} представляет собой единичный вектор, нормальный к поверхности в точке {\displaystyle P}, а вектор {\displaystyle {\vec {v}}} является единичным вектором в направлении распространения света.  В случае {\displaystyle b(P)=0}, когда свет перпендикулярен  к нормали к поверхности, точка {\displaystyle P} является точкой на силуэте поверхности в направлении {\displaystyle {\vec {v}}}. Яркость 1 означает, что луч света перпендикулярен поверхности. На плоскости в рамках предположения о параллельности пучка лучей изофоты будут отсутствовать.

## Применение

Изофоты на двух поверхностях Безье: слева видны изломы, справа изофоты гладкие

В системах автоматизированного проектирования изофоты используются для оптического контроля гладкости стыковки поверхностей. Для поверхности (заданной неявно или параметрически), дифференцируемой достаточное количество раз, вектор нормали зависит от первых производных. Следовательно, дифференцируемость изофот и их геометрическая непрерывность имеют на 1 меньший порядок, чем сама поверхность. Если в точке поверхности непрерывными являются только касательные плоскости  (гладкость порядка 1), то изофоты обладают изломами (гладкость только нулевого порядка).
В следующем примере две пересекающиеся поверхности Безье закрыты участком третьей поверхности. На рисунке слева закрывающая поверхность касается поверхностей Безье с порядком гладкости 1, на рисунке справа — с порядком гладкости 2. Из самих рисунков разница ситуаций видна плохо, но исследование геометрической непрерывности изофот показывает: на рисунке слева изофоты имеют изломы (гладкость порядка 0), а на рисунке справа изофоты выглядят гладкими (гладкость порядка 1). 

### В астрономии

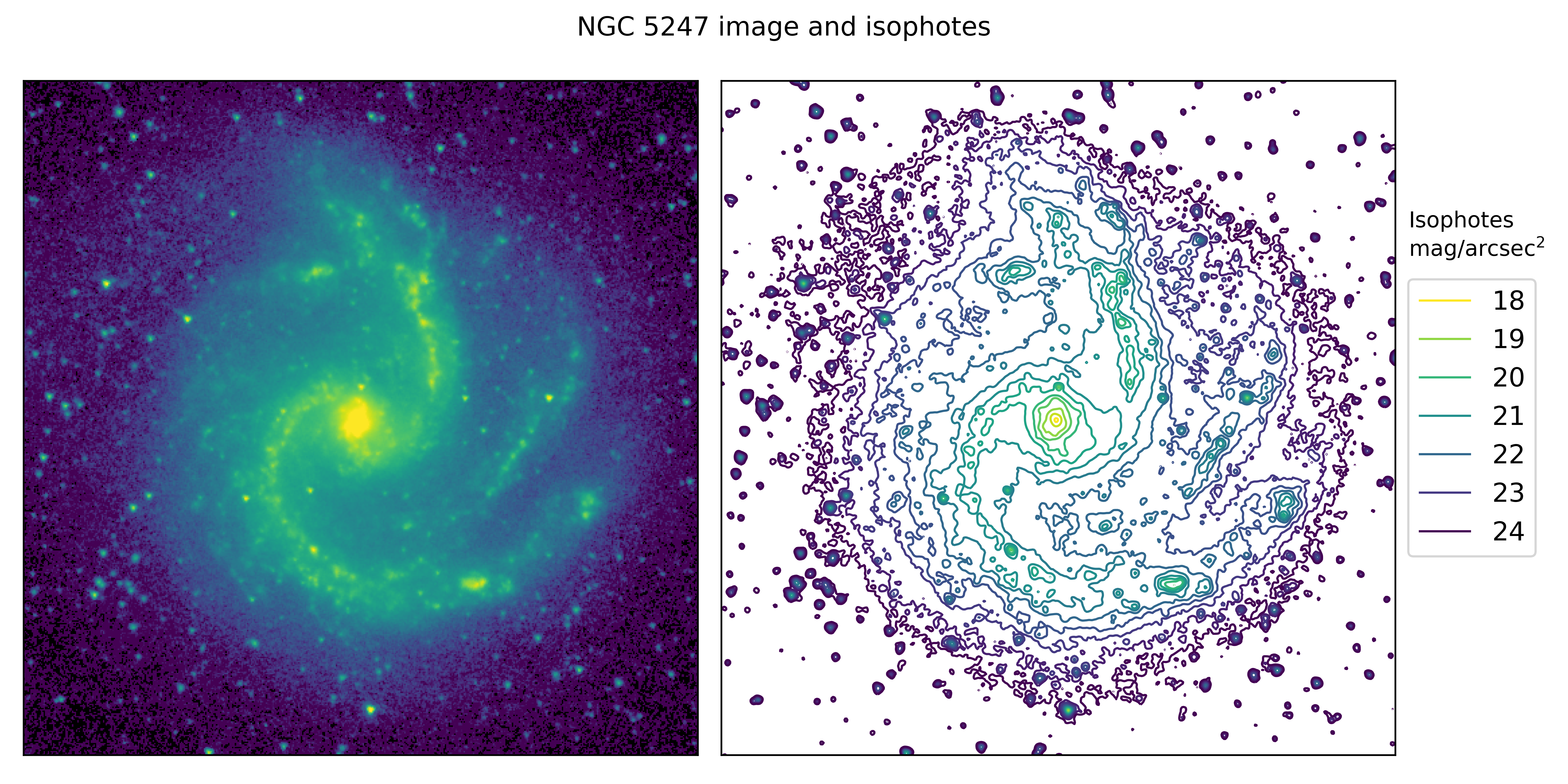
Изображение галактики NGC 5247 в инфракрасном диапазоне и соответствующие изофоты

В астрономии изофотой называют кривую на изображении объекта, проходящую через точки с одинаковой поверхностной яркостью. Часто их применяют для графического представления распределения поверхностной яркости в протяжённых источниках света, например, в галактиках. В отличие от простых изображений, карты изофот позволяют одновременно визуально оценить структуру галактики как в центральных областях, так и на периферии, а также приближённо оценить закон, по которому распределена поверхностная яркость в галактике.

## Определение точек изофоты

### на неявно заданной поверхности
Для неявно заданной поверхности с уравнением {\displaystyle f(x,y,z)=0} изофоты удовлетворяют равенству
{\displaystyle {\frac {\nabla f\cdot {\vec {v}}}{|\nabla f|}}=c\ .}
Это означает: точки на изофоте с заданным параметром {\displaystyle c} представляют собой решение нелинейной системы 
- {\displaystyle \ f(x,y,z)=0,\qquad \nabla f(x,y,z)\cdot {\vec {v}}-c\;|\nabla f(x,y,z)|=0\ ,}

которую можно рассматривать как линию пересечения двух неявно заданных поверхностей. Используя алгоритм, представленный Bajaj и др. (см. ссылки), можно вычислить многоугольник из точек изофот.

### на параметрически заданной поверхности
В случае параметрически заданной поверхности {\displaystyle {\vec {x}}={\vec {S}}(s,t)} уравнение для изофот имеет вид
{\displaystyle {\frac {({\vec {S}}_{s}\times {\vec {S}}_{t})\cdot {\vec {v}}}{|{\vec {S}}_{s}\times {\vec {S}}_{t}|}}=c\ ,}
что эквивалентно выражению
- {\displaystyle \ ({\vec {S}}_{s}\times {\vec {S}}_{t})\cdot {\vec {v}}-c\;|{\vec {S}}_{s}\times {\vec {S}}_{t}|=0\ .}

Данное уравнение описывает неявно заданную кривую в плоскости  s-t, которую можно представить с помощью подходящего алгоритма и преобразовать с помощью {\displaystyle {\vec {S}}(s,t)} в точки на поверхности.